# 아비마나 아랴사탸

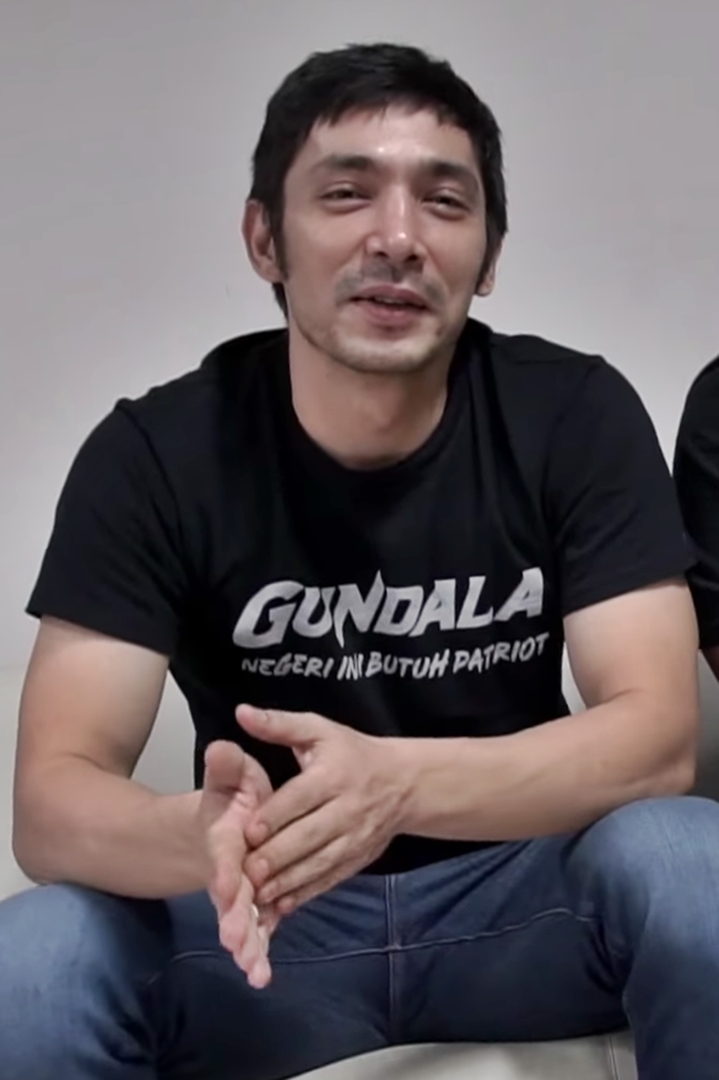

아비마나 아랴사탸(인도네시아어: Abimana Aryasatya, 1982년 10월 24일 ~ )는 인도네시아의 배우, 영화 프로듀서이다.
자카르타에서 태어났다.

## 영화
- 군달라 (2019년)
- 3: 알리프, 람, 밈 (2015년)
- 코보이 주니어: 더 무비 (2013년)
- 벨렝구: 토끼 살인마 (2012년)
- 보이스 다이어리 (2011년) - 앤디 역